# Meurig
Meurig (in latino: Mauricius; in inglese: Maurice; 492 circa – 550 circa) conosciuto per aver unificato i regni del Gwent e del Glywyssing, attraverso il matrimonio con l'unica figlia di Glywys Cernyw del Glywysing, Dyfwn.

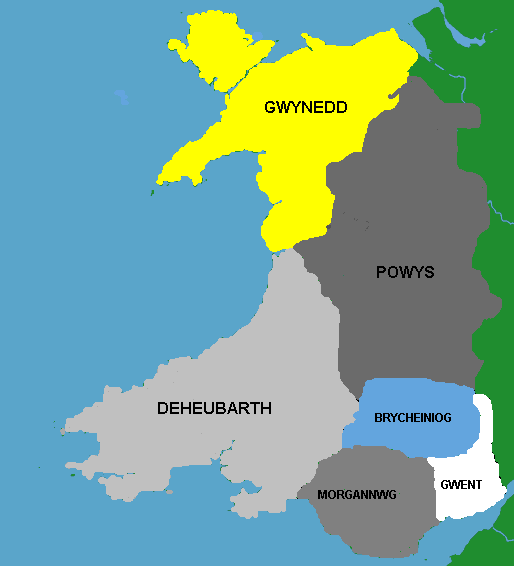
Regni medioevali del Galles.

Era l'unico figlio di re Caradog Freichfras del Gwent. L'erede del Glywysing, san Cadoc, guidò il Paese per un breve periodo prima di dedicarsi alla vita religiosa. A questo punto passò il regno a sua zia Dyfwn e al marito Meurig. Quest'ultimo morì nel tardo VI secolo e sul trono salì il figlio Erbig. È spesso confuso con un suo omonimo successivo.